# Echipa națională de fotbal a Greciei
Echipa națională de fotbal a Greciei (greacă Εθνική Ελλάδος, Ethniki Ellados) reprezintă Federația Elenă de Fotbal în competițiile regionale și internaționale. Cea mai mare performanță a acestei echipe o constituie câștigarea celei de-a douăsprezecea ediții a Campionatului European de Fotbal, în anul 2004. La Preliminariile CM 2012 a ieșit pe locul al doilea și a marcat 12 goluri. Grecia își joacă majoritatea meciurilor de acasă în sau în apropierea Atenei, fie în Atena la stadionul olimpic din secțiunea Marousi a orașului, fie în orașul port Pireu la stadionul Karaiskakis, chiar în afara Atenei. Grecia este una dintre singurele zece echipe naționale care au fost încoronate campioane europene UEFA.

## Naționala Greciei în competițiile internaționale

### Campionatul Mondial
| An          | Rundă            | Poziție          | G                | MJ               | E                | Î                | GM               | GP               |
| ----------- | ---------------- | ---------------- | ---------------- | ---------------- | ---------------- | ---------------- | ---------------- | ---------------- |
| 1930        | Nu a participat  | Nu a participat  | Nu a participat  | Nu a participat  | Nu a participat  | Nu a participat  | Nu a participat  | Nu a participat  |
| 1934        | S-a retras       | S-a retras       | S-a retras       | S-a retras       | S-a retras       | S-a retras       | S-a retras       | S-a retras       |
| 1938        | Nu s-a calificat | Nu s-a calificat | Nu s-a calificat | Nu s-a calificat | Nu s-a calificat | Nu s-a calificat | Nu s-a calificat | Nu s-a calificat |
| 1950        | Nu a participat  | Nu a participat  | Nu a participat  | Nu a participat  | Nu a participat  | Nu a participat  | Nu a participat  | Nu a participat  |
| 1954 - 1990 | Nu s-a calificat | Nu s-a calificat | Nu s-a calificat | Nu s-a calificat | Nu s-a calificat | Nu s-a calificat | Nu s-a calificat | Nu s-a calificat |
| 1994        | Faza Grupelor    | 24               | 3                | 0                | 0                | 3                | 0                | 10               |
| 1998 - 2006 | Nu s-a calificat | Nu s-a calificat | Nu s-a calificat | Nu s-a calificat | Nu s-a calificat | Nu s-a calificat | Nu s-a calificat | Nu s-a calificat |
| 2010        | Faza Grupelor    | 25               | 3                | 1                | 0                | 2                | 2                | 5                |
| 2014        | Optimi           | 13               | 4                | 1                | 2                | 1                | 3                | 5                |
| Total       | 3/20             |                  | 10               | 2                | 2                | 6                | 5                | 20               |

### Campionatul european
| An          | Rundă            | Poziție          | MJ               | V                | E                | Î                | GM               | GP               |
| ----------- | ---------------- | ---------------- | ---------------- | ---------------- | ---------------- | ---------------- | ---------------- | ---------------- |
| 1960        | Nu s-a calificat | Nu s-a calificat | Nu s-a calificat | Nu s-a calificat | Nu s-a calificat | Nu s-a calificat | Nu s-a calificat | Nu s-a calificat |
| 1964        | S-a retras       | S-a retras       | S-a retras       | S-a retras       | S-a retras       | S-a retras       | S-a retras       | S-a retras       |
| 1968 - 1976 | Nu s-a calificat | Nu s-a calificat | Nu s-a calificat | Nu s-a calificat | Nu s-a calificat | Nu s-a calificat | Nu s-a calificat | Nu s-a calificat |
| 1980        | Faza Grupelor    | 8                | 3                | 0                | 1                | 2                | 1                | 4                |
| 1984 - 2000 | Nu s-a calificat | Nu s-a calificat | Nu s-a calificat | Nu s-a calificat | Nu s-a calificat | Nu s-a calificat | Nu s-a calificat | Nu s-a calificat |
| 2004        | Campioni         | 1                | 6                | 4                | 1                | 1                | 7                | 4                |
| 2008        | Faza Grupelor    | 16               | 3                | 0                | 0                | 3                | 1                | 5                |
| 2012        | Sferturi         | 7                | 4                | 1                | 1                | 2                | 5                | 7                |
| 2016        | Nu s-a calificat |                  |                  |                  |                  |                  |                  |                  |
| Total       | 4/15             | 1 Titlu          | 16               | 5                | 3                | 8                | 14               | 20               |

## Cupa Confederațiilor
Singura calificare a reprezentativei Greciei la  Cupa Confederațiilor FIFA a fost ce din 2005, unde nu a trecut de grupe.

## Jucători

### Cei mai selecționați jucători
| #  | Nume                      | Selecții | Goluri | Poziție | Carieră   |
| -- | ------------------------- | -------- | ------ | ------- | --------- |
| 1  | Giorgos Karagounis        | 139      | 10     | MF      | 1999–2014 |
| 2  | Theodoros Zagorakis       | 120      | 3      | MF      | 1994–2007 |
| 3  | Kostas Katsouranis        | 116      | 10     | MF      | 2003–2015 |
| 4  | Vasilis Torosidis         | 101      | 10     | DF      | 2007–2019 |
| 5  | Angelos Basinas           | 100      | 7      | MF      | 1999–2009 |
| 6  | Stratos Apostolakis       | 96       | 5      | DF      | 1986–1998 |
| 7  | Antonios Nikopolidis      | 90       | 0      | GK      | 1999–2008 |
| 7  | Sokratis Papastathopoulos | 90       | 3      | DF      | 2008–2019 |
| 9  | Angelos Charisteas        | 88       | 25     | FW      | 2001–2011 |
| 10 | Dimitris Salpingidis      | 82       | 13     | FW      | 2005–2014 |

### Golgheteri
| #  | Nume                    | Goluri | Selecții | Medie | Carieră      |
| -- | ----------------------- | ------ | -------- | ----- | ------------ |
| 1  | Nikos Anastopoulos      | 29     | 74       | 0.39  | 1977–1988    |
| 2  | Angelos Charisteas      | 25     | 88       | 0.28  | 2001–2011    |
| 3  | Theofanis Gekas         | 24     | 78       | 0.31  | 2005–2014    |
| 4  | Dimitris Saravakos      | 22     | 78       | 0.28  | 1982–1994    |
| 5  | Mimis Papaioannou       | 21     | 61       | 0.34  | 1963–1978    |
| 6  | Nikos Machlas           | 18     | 61       | 0.3   | 1993–2002    |
| 7  | Demis Nikolaidis        | 17     | 54       | 0.31  | 1995–2004    |
| 7  | Kostas Mitroglou        | 17     | 65       | 0.26  | 2009–2019    |
| 9  | Panagiotis Tsalouchidis | 16     | 76       | 0.21  | 1987–1995    |
| 10 | Anastasios Bakasetas    | 15     | 69       | 0.22  | 2016–prezent |

### Lotul actual

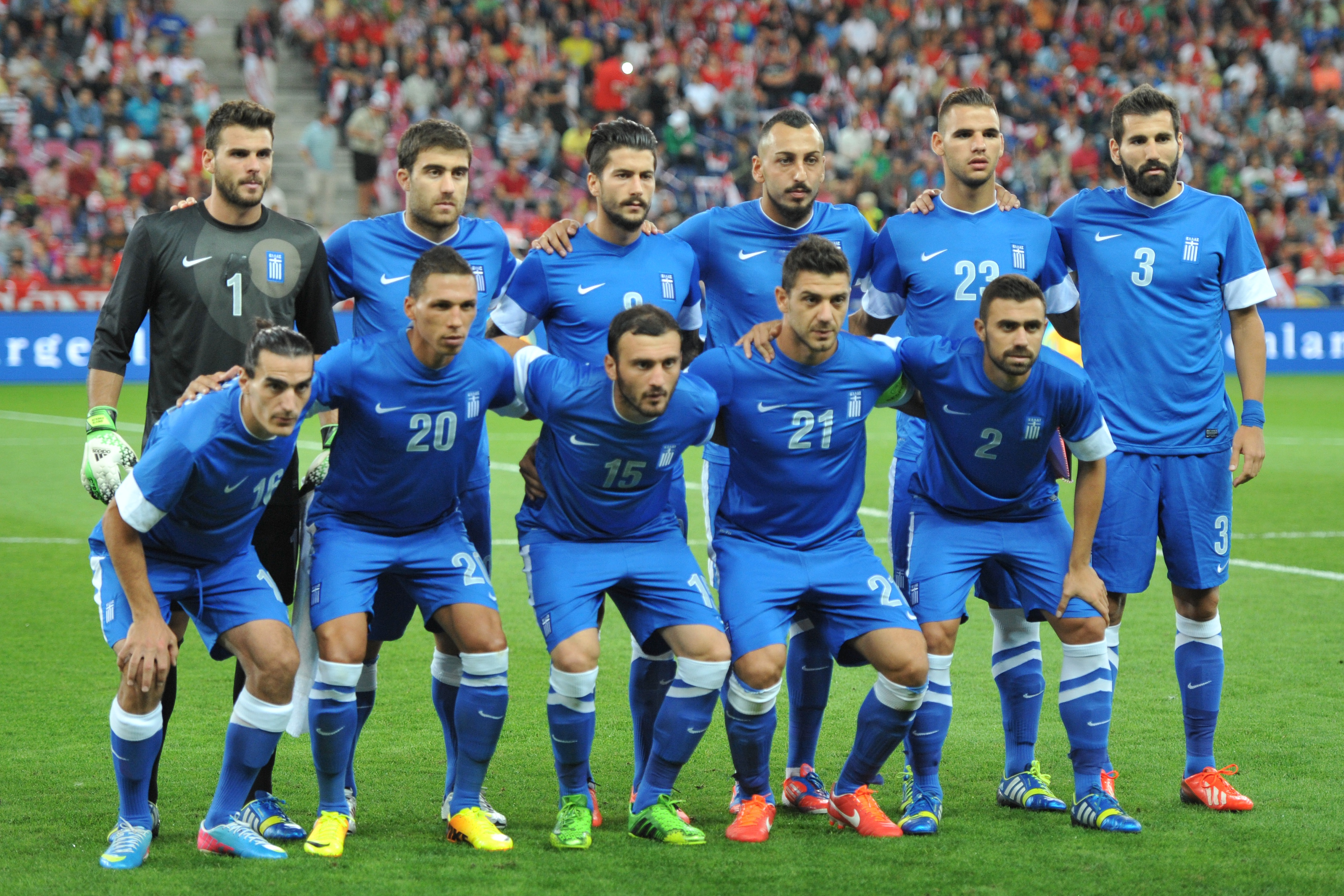
Echipa națională de fotbal a Greciei (2013)

Următorii jucători au fost convocați pentru meciurile oficiale cu selecționatele din Finlanda și Irlanda, din 7 și 10 septembrie 2024, în Liga Națiunilor UEFA.
| Nr. | Poz. | Jucător                        | Data nașterii (vârsta)         | Selecții | Goluri | Club                |
| --- | ---- | ------------------------------ | ------------------------------ | -------- | ------ | ------------------- |
| 1   | P    | Odysseas Vlachodimos           | 26 aprilie 1994 (31 de ani)    | 44       | 0      | Newcastle United    |
| 12  | P    | Konstantinos Tzolakis          | 8 noiembrie 2002 (22 de ani)   | 1        | 0      | Olympiacos          |
| 13  | P    | Christos Mandas                | 17 septembrie 2001 (23 de ani) | 1        | 0      | Lazio               |
|     |      |                                |                                |          |        |                     |
| 2   | F    | Georgios Vagiannidis           | 12 septembrie 2001 (23 de ani) | 2        | 0      | Panathinaikos       |
| 3   | F    | Konstantinos Koulierakis       | 28 noiembrie 2003 (21 de ani)  | 8        | 0      | VfL Wolfsburg       |
| 4   | F    | Konstantinos Mavropanos        | 11 decembrie 1997 (27 de ani)  | 29       | 2      | West Ham United     |
| 6   | F    | Andreas Ndoj                   | 2 februarie 2003 (22 de ani)   | 2        | 0      | Olympiacos          |
| 15  | F    | Lazaros Rota                   | 23 august 1997 (27 de ani)     | 17       | 0      | AEK Athens          |
| 17  | F    | Pantelis Chatzidiakos          | 18 ianuarie 1997 (28 de ani)   | 34       | 0      | Copenhagen          |
| 21  | F    | Kostas Tsimikas                | 12 mai 1996 (29 de ani)        | 36       | 0      | Liverpool           |
| 22  | F    | Dimitris Giannoulis            | 17 octombrie 1995 (29 de ani)  | 27       | 0      | Augsburg            |
|     |      |                                |                                |          |        |                     |
| 5   | M    | Andreas Bouchalakis            | 5 aprilie 1993 (32 de ani)     | 47       | 1      | Hertha BSC          |
| 10  | M    | Dimitrios Pelkas               | 26 octombrie 1993 (31 de ani)  | 38       | 4      | İstanbul Bașakșehir |
| 11  | M    | Anastasios Bakasetas (căpitan) | 28 iunie 1993 (32 de ani)      | 69       | 15     | Panathinaikos       |
| 18  | M    | Giannis Konstantelias          | 5 martie 2003 (22 de ani)      | 7        | 1      | PAOK                |
| 19  | M    | Christos Zafeiris              | 23 februarie 2003 (22 de ani)  | 2        | 0      | Slavia Prague       |
| 20  | M    | Petros Mantalos                | 31 august 1991 (33 de ani)     | 63       | 6      | AEK Athens          |
| 23  | M    | Manolis Siopis                 | 14 mai 1994 (31 de ani)        | 32       | 1      | Cardiff City        |
|     | M    | Sotiris Alexandropoulos        | 26 noiembrie 2001 (23 de ani)  | 9        | 0      | Standard Liège      |
|     | M    | Konstantinos Galanopoulos      | 28 decembrie 1997 (27 de ani)  | 8        | 1      | AEK Athens          |
|     |      |                                |                                |          |        |                     |
| 7   | A    | Christos Tzolis                | 30 ianuarie 2002 (23 de ani)   | 16       | 3      | Club Brugge         |
| 8   | A    | Fotis Ioannidis                | 10 ianuarie 2000 (25 de ani)   | 13       | 5      | Panathinaikos       |
| 9   | A    | Anastasios Douvikas            | 2 august 1999 (26 de ani)      | 17       | 1      | Celta Vigo          |
| 14  | A    | Vangelis Pavlidis              | 21 noiembrie 1998 (26 de ani)  | 40       | 6      | Benfica             |
| 16  | A    | Anastasios Chatzigiovanis      | 31 mai 1997 (28 de ani)        | 15       | 0      | Eyüpspor            |
|     | A    | Georgios Masouras              | 1 ianuarie 1994 (31 de ani)    | 43       | 10     | Olympiacos          |

## Antrenori
| Nume                 | Naționalitate   | Ani       |
| -------------------- | --------------- | --------- |
| Fernando Santos      | Portugalia      | 2010–     |
| Otto Rehhagel        | Germania        | 2001–2010 |
| Vassilis Daniill     | Grecia          | 1999–2001 |
| Anghel Iordănescu    | România         | 1998–1999 |
| Kostas Polychroniou  | Grecia          | 1994–1998 |
| Alketas Panagoulias  | Grecia          | 1992–1994 |
| Antonis Georgiadis   | Grecia          | 1989–1992 |
| Alekos Sofianidis    | Grecia          | 1988–1989 |
| Miltos Papapostolou  | Grecia          | 1984–1988 |
| Christos Archontidis | Grecia          | 1982–1984 |
| Alketas Panagoulias  | Grecia          | 1977–1982 |
| Lakis Petropoulos    | Grecia          | 1976–1977 |
| Alketas Panagoulias  | Grecia          | 1973–1976 |
| Billy Bingham        | Irlanda de Nord | 1971–1973 |
| Lakis Petropoulos    | Grecia          | 1969–1971 |
| Dan Georgiadis       | Grecia          | 1968–1969 |
| Panos Markovits      | Grecia          | 1966–1968 |

| Name                 | Nationality  | Years     |
| -------------------- | ------------ | --------- |
| Lakis Petropoulos    | Grecia       | 1964–1966 |
| Tryfon Tzanetis      | Grecia       | 1960–1964 |
| Paul Baron           | Franța       | 1959–1960 |
| Rino Martini         | Italia       | 1957–1959 |
| Kostas Andritsos     | Grecia       | 1956–1957 |
| Ioannis Chelmis      | Grecia       | 1955–1956 |
| Antonis Migiakis     | Grecia       | 1954–1955 |
| Kostas Negrepontis   | Grecia       | 1953–1954 |
| Antonis Migiakis     | Grecia       | 1951–1953 |
| Kostas Negrepontis   | Grecia       | 1938–1951 |
| Kostas Konstantaras  | Grecia       | 1935–1938 |
| Apostolos Nikolaidis | Grecia       | 1934–1935 |
| Kostas Negrepontis   | Grecia       | 1933–1934 |
| Lefteris Panourgias  | Grecia       | 1932–1933 |
| Jan Kopsiva          | Cehoslovacia | 1930–1932 |
| Apostolos Nikolaidis | Grecia       | 1929–1930 |

## Rezultate cu adversare
| Împotriva                  | M   | V   | E   | Î   |
| -------------------------- | --- | --- | --- | --- |
| Albania                    | 13  | 6   | 3   | 4   |
| Argentina                  | 2   | 0   | 0   | 2   |
| Armenia                    | 3   | 2   | 1   | 0   |
| Australia                  | 9   | 3   | 3   | 3   |
| Austria                    | 11  | 3   | 5   | 3   |
| Belarus                    | 1   | 1   | 0   | 0   |
| Belgia                     | 6   | 3   | 1   | 2   |
| Bolivia                    | 1   | 0   | 1   | 0   |
| Bosnia și Herțegovina      | 4   | 4   | 0   | 0   |
| Brazilia                   | 2   | 0   | 1   | 1   |
| Bulgaria                   | 24  | 7   | 6   | 11  |
| Camerun                    | 1   | 0   | 0   | 1   |
| Canada                     | 3   | 2   | 1   | 0   |
| Chile                      | 1   | 1   | 0   | 0   |
| Columbia                   | 1   | 0   | 0   | 1   |
| Croația                    | 5   | 1   | 3   | 1   |
| Cipru                      | 24  | 15  | 6   | 3   |
| Cehia                      | 4   | 2   | 2   | 0   |
| Cehoslovacia               | 5   | 0   | 0   | 5   |
| Danemarca                  | 16  | 3   | 5   | 8   |
| Germania de Est            | 8   | 2   | 0   | 6   |
| Egipt                      | 9   | 4   | 2   | 3   |
| El Salvador                | 2   | 2   | 0   | 0   |
| Anglia                     | 11  | 1   | 2   | 8   |
| Estonia                    | 2   | 1   | 1   | 0   |
| Etiopia                    | 3   | 3   | 0   | 0   |
| Insulele Feroe             | 2   | 2   | 0   | 0   |
| Finlanda                   | 12  | 7   | 2   | 3   |
| Franța                     | 13  | 2   | 2   | 9   |
| Georgia                    | 6   | 5   | 1   | 0   |
| Germania                   | 7   | 0   | 2   | 5   |
| Ghana                      | 1   | 0   | 1   | 0   |
| Marea Britanie             | 1   | 1   | 0   | 0   |
| Ungaria                    | 18  | 8   | 5   | 5   |
| Islanda                    | 2   | 2   | 0   | 0   |
| Republica Irlanda          | 2   | 1   | 1   | 0   |
| Italia                     | 18  | 1   | 7   | 10  |
| Israel                     | 16  | 8   | 5   | 3   |
| Japonia                    | 1   | 0   | 0   | 1   |
| Kazahstan                  | 3   | 3   | 0   | 0   |
| Coreea de Nord             | 1   | 0   | 1   | 0   |
| Coreea de Sud              | 3   | 0   | 1   | 2   |
| Letonia                    | 5   | 3   | 1   | 1   |
| Libia                      | 1   | 1   | 0   | 0   |
| Liechtenstein              | 1   | 1   | 0   | 0   |
| Lituania                   | 1   | 0   | 0   | 1   |
| Luxemburg                  | 8   | 8   | 0   | 0   |
| Malta                      | 8   | 5   | 2   | 1   |
| Mexic                      | 4   | 1   | 2   | 1   |
| Republica Moldova          | 6   | 5   | 1   | 0   |
| Maroc                      | 1   | 0   | 1   | 0   |
| Țările de Jos              | 8   | 0   | 1   | 7   |
| Nigeria                    | 3   | 2   | 0   | 1   |
| Irlanda de Nord            | 5   | 4   | 0   | 1   |
| Norvegia                   | 7   | 3   | 2   | 2   |
| Palestina                  | 2   | 2   | 0   | 0   |
| Paraguay                   | 1   | 0   | 0   | 1   |
| Polonia                    | 15  | 4   | 1   | 10  |
| Portugalia                 | 12  | 5   | 4   | 3   |
| Qatar                      | 1   | 1   | 0   | 0   |
| România                    | 31  | 7   | 8   | 16  |
| Rusia                      | 9   | 1   | 4   | 4   |
| San Marino                 | 2   | 2   | 0   | 0   |
| Arabia Saudită             | 2   | 1   | 1   | 0   |
| Scoția                     | 2   | 1   | 0   | 1   |
| Serbia                     | 1   | 1   | 0   | 0   |
| Slovacia                   | 3   | 1   | 1   | 1   |
| Slovenia                   | 4   | 3   | 1   | 0   |
| Spania                     | 12  | 2   | 2   | 8   |
| Senegal                    | 1   | 0   | 0   | 1   |
| Uniunea Sovietică          | 11  | 2   | 0   | 9   |
| Suedia                     | 6   | 2   | 3   | 1   |
| Elveția                    | 13  | 2   | 3   | 8   |
| Siria                      | 2   | 2   | 0   | 0   |
| Turcia                     | 9   | 1   | 2   | 6   |
| Ucraina                    | 6   | 2   | 2   | 2   |
| Statele Unite ale Americii | 1   | 0   | 1   | 0   |
| Țara Galilor               | 2   | 1   | 0   | 1   |
| Iugoslavia                 | 22  | 2   | 3   | 17  |
| Total                      | 506 | 188 | 113 | 205 |

### Locul în clasamentul FIFA
| An   | Loc | Maxim | Minim |
| ---- | --- | ----- | ----- |
| 1993 | 34  | 32    | 36    |
| 1994 | 28  | 28    | 37    |
| 1995 | 34  | 23    | 34    |
| 1996 | 35  | 30    | 45    |
| 1997 | 42  | 29    | 46    |
| 1998 | 53  | 42    | 66    |
| 1999 | 34  | 30    | 46    |
| 2000 | 42  | 31    | 42    |
| 2001 | 57  | 43    | 61    |
| 2002 | 48  | 46    | 59    |
| 2003 | 30  | 26    | 48    |
| 2004 | 18  | 14    | 36    |
| 2005 | 16  | 12    | 20    |
| 2006 | 16  | 14    | 32    |
| 2007 | 11  | 11    | 16    |
| 2008 | 20  | 8     | 20    |
| 2009 | 12  | 11    | 20    |
| 2010 | 12  | 11    | 13    |